# All You Need Is Blood (película)
All You Need Is Blood es una película de terror y comedia estadounidense de  escrita y dirigida por Cooper Roberts y protagonizada por Mena Suvari, Eddie Griffin y Logan Riley Bruner. La película sigue a Bucky, un adolescente de 16 años, aspirante a cineasta que elige al protagonista perfecto para su exitosa película de zombis: su padre no muerto.

## Reparto
- Logan Riley Bruner como Bucky Le Boeuf, un aspirante a director de 16 años que busca hacer la próxima obra maestra del cine independiente.
- Mena Suvari como Vivian Vance, una actriz fracasada esposa de un mafioso, la estrella de la película de Bucky.
- Eddie Griffin como el inteligente y religioso detective Moses T. Swan.
- Emma Chasse como June, una adolescente de subcultura gótica con un intenso miedo escénico. Se une a la producción de Bucky como terapia de exposición para su miedo a las cámaras.
- Neel Sethi como Vishnu Gudi, el fiel compañero de Bucky.
- Tom O'Keefe como Walter Le Boeuf, el padre alcohólico y emocionalmente inaccesible de Bucky que se convierte en un zombi.

## Producción
En enero de 2023, se anunció que el rodaje había finalizado en Nueva Jersey.

## Estreno
La película se estrenó en el Festival de Cine de Sitges de 2023.
La película tuvo su estreno virtual en la aplicación Kino el 12 de octubre de 2024, antes de obtener un estreno limitado en cines y VOD el 25 de octubre de 2024.

## Recepción
En su reseña en Film Threat, Terry Sherwood la calificó con una puntuación de 8/10 y dijo que la película tiene "mucha sangre, acción y diálogos ingeniosos".
Connor Lightbody de Movies We Texted About  escribió: «Una película enérgica que encuentra su ritmo desde el principio y lo mantiene hasta que se precipita hacia un final gonzo, escamoso y, en última instancia, bastante dulce».
Dan Scully de Scully Vision le dio a la película una crítica positiva y escribió: «Es el tipo de película que te hace querer hacer una película propia, no solo porque evoca recuerdos de proyectos creativos adolescentes, sino porque es una película sobre cómo el proceso en sí es la recompensa".
Corey Newell de Sandbox Movie Reviews le dio a la película 5 de 5 estrellas y escribió: "En general, la película es un buen cambio de ritmo con respecto a todas las películas de terror oscuras y sombrías que abundan en esta época del año. No me malinterpreten, aunque me encanta todo, es bueno tomarse un pequeño descanso y disfrutar de algo un poco menos serio durante la temporada de Halloween. Especialmente en época de elecciones y con todos los demás sucesos estresantes en el mundo ahora. Felicitaciones al director y al elenco por hacer algo que vale la pena, original y ligero sin olvidarse de brindarnos todos los tropos de terror habituales que todos disfrutamos tanto. Realmente disfruté esta película y si disfrutas de las comedias de terror, esta debería estar en la parte superior de tu lista" 
Tina Kakadelis de Beyond the Cinerama Dome dijo: "All You Need Is Blood es contagioso, un drom zom que puede no tener pulso en términos técnicos, pero está rebosante de vida".